# اچ‌ام‌اس ابوکیر (۱۸۰۷)
اچ‌ام‌اس ابوکیر (۱۸۰۷) (به انگلیسی: HMS Aboukir (1807)) یک کشتی بود که طول آن ۱۷۲ فوت ۳٫۵ اینچ (۵۲٫۵۱۵ متر) بود. این کشتی در سال ۱۸۰۷ ساخته شد.